# کارولین، شاهدخت هانوفر
کارولین، شاهدخت هانوفر (انگلیسی: Caroline, Princess of Hanover؛ زادهٔ ۲۳ ژانویهٔ ۱۹۵۷) یکی از اعضا خانواده سلطنتی موناکو است.

## زندگی‌نامه
شاهدخت کارولین بزرگترین فرزند شاهزاده رینیه سوم پادشاه سابق موناکو و گریس کلی بازیگر مشهور هالیوود است. وی در سال ۱۹۵۷ در کاخ موناکو به دنیا آمد. خواهر کوچکتر او شاهدخت استفانی (متولد ۱۹۶۵) و برادرش آلبرت دوم پادشاه وقت موناکو (متولد ۱۹۵۸) است.